# Nemesia ligulata
Nemesia ligulata är en flenörtsväxtart som beskrevs av Ernst Meyer och George Bentham. Nemesia ligulata ingår i släktet nemesior, och familjen flenörtsväxter. Inga underarter finns listade i Catalogue of Life.